# Nordhafen (Hannover)
Der Nordhafen ist ein Binnenhafen am Mittellandkanal in Hannover, Niedersachsen.

## Lage
Die 2,8 Kilometer langen Länden des Nordhafens Hannover liegen an der Bundeswasserstraße Mittellandkanal (MLK) bei km 154,7 bis km 159,1 Süd auf einer Höhe von 50,3 m ü. NN. Sie ziehen sich über 4,4 km hinweg in drei Teilabschnitten entlang der Stadtteile Marienwerder (Nordhafen-West), Stöcken (Nordhafen-Mitte) sowie Nordhafen (Nordhafen-Ost). 

Bei MLK km 154,9 und 158,1 befinden sich jeweils Wendebuchten für Großmotorgüterschiffe bis zu 110 m Länge.
Den mittleren Hafenbereich durchfließt der dort verdolte Desbrocksriedgraben und nördlich liegt der Mecklenheider Forst. Die Desbrocksriede unterquert den Kanal bei km 156,65 in einem 85 m langen Düker.

## Infrastruktur
Das 85 Hektar große Hafengebiet, das etwa 2,8 km Kais und 23,8 km Schienenwege umfasst, kann von mehreren Großmotorgüterschiffen und Schubverbänden gleichzeitig angefahren werden.

Mit fünf Umschlagkränen, davon zwei Kranbrücken, drei Reachstackern, Pumpen und einem Mobilbagger können bis zu zehn Schiffe gleichzeitig abgefertigt werden, sowie nochmals ebenso viele stillliegen. Es gibt eine schienengebundene Ladestelle für RoRo-Schiffe, um Nutzfahrzeuge aufzunehmen, ebenso wie auch eine Schwerlastplatte für 400 Tonnen Gesamtgewicht vorhanden ist.

Alle Piers sind für den trimodalen Verkehr Schiff/Schiene/Straße mit einer eigenen Hafenbahn erschlossen. Die Schwerpunkte des Umschlages liegen in der Fahrzeugindustrie (VW) und deren Zulieferbetrieben (z. B. Continental), der chemischen Industrie, der Verpackungsindustrie, dem Mineralölhandel, sowie bei Speditionen und der Recycling-Wirtschaft (Schrott). Außerdem befindet sich dort das Gemeinschaftskraftwerk Hannover, das über den Nordhafen zur Kohleverstromung mit Steinkohle beliefert wird und mittels Kraft-Wärme-Kopplung etwa den halben Fern- & Prozesswärmebedarf Hannovers deckt.
In der unmittelbaren Umgebung des Nordhafens sind etwa 30 Betriebe angesiedelt, die zusammen ungefähr 20.000 Arbeitsplätze in die Umgegend induzieren.
2016 wurden im Nordhafen 767.401 t Schiffsgüter auf 1.183 abgefertigten Schiffen umgeschlagen.

## Hafenbahn
Der Bahnanschluss zu den damals noch im Bau befindlichen Hafenanlagen wurde als Betriebsstrecke zum Transport von Baustoffen und Aushub bereits ab 1907 hergestellt. Heute haben die Gleisanlagen der Hafenbahn eine Länge von 23,8 km und es werden dort sechs eigene Lokomotiven zum Verschub vorgehalten. Im Bahnumschlag 2016 wurden 983.970 t mit 44.594 Waggons erreicht (2008: 727.746 t in 31.160 Waggons). In den Hafenbereichen Mitte und Ost können jeweils zwei Ganzzüge gleichzeitig abgefertigt werden, sowie ein weiterer im Hafenbereich West.

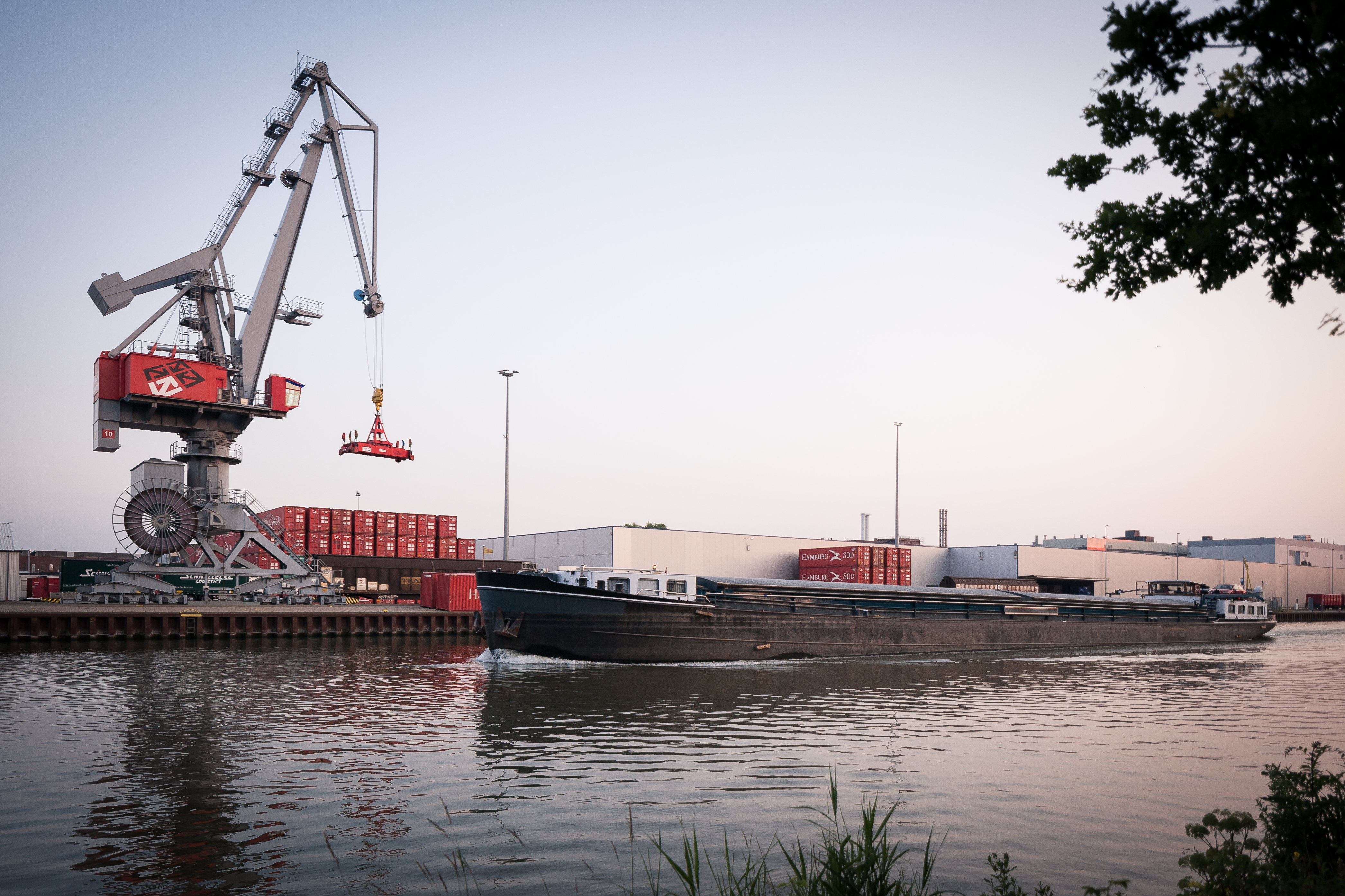
Umschlagkran zur Containerverladung
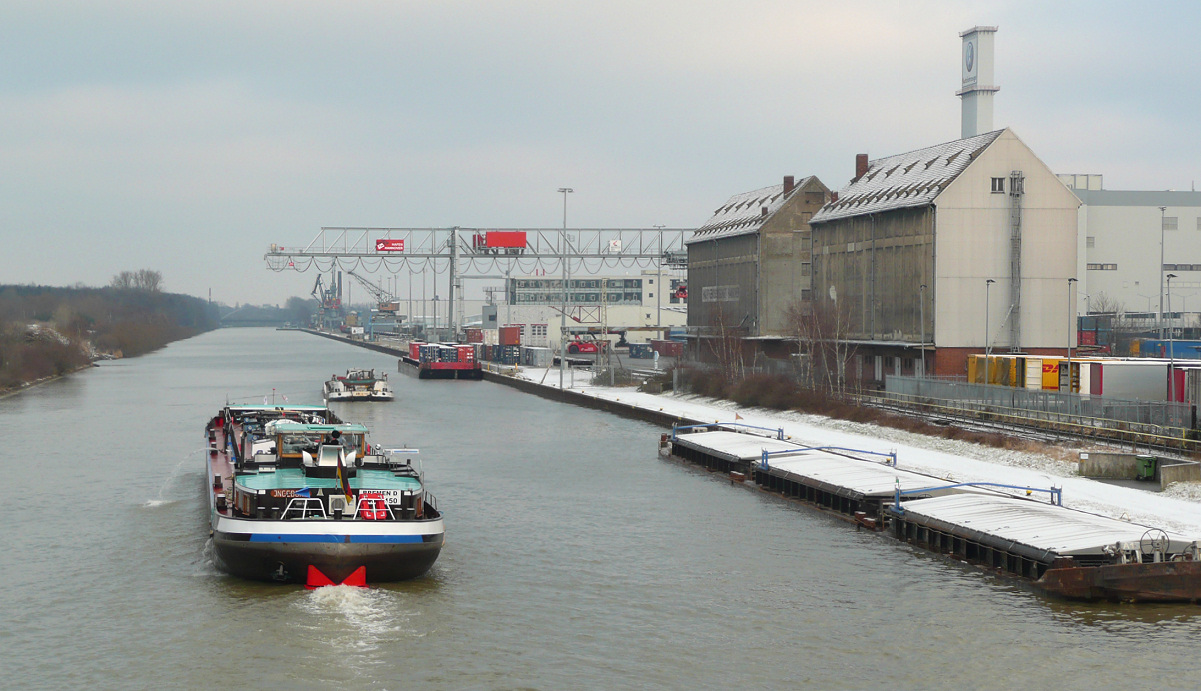
Kai und Lagerhäuser am Mittellandkanal
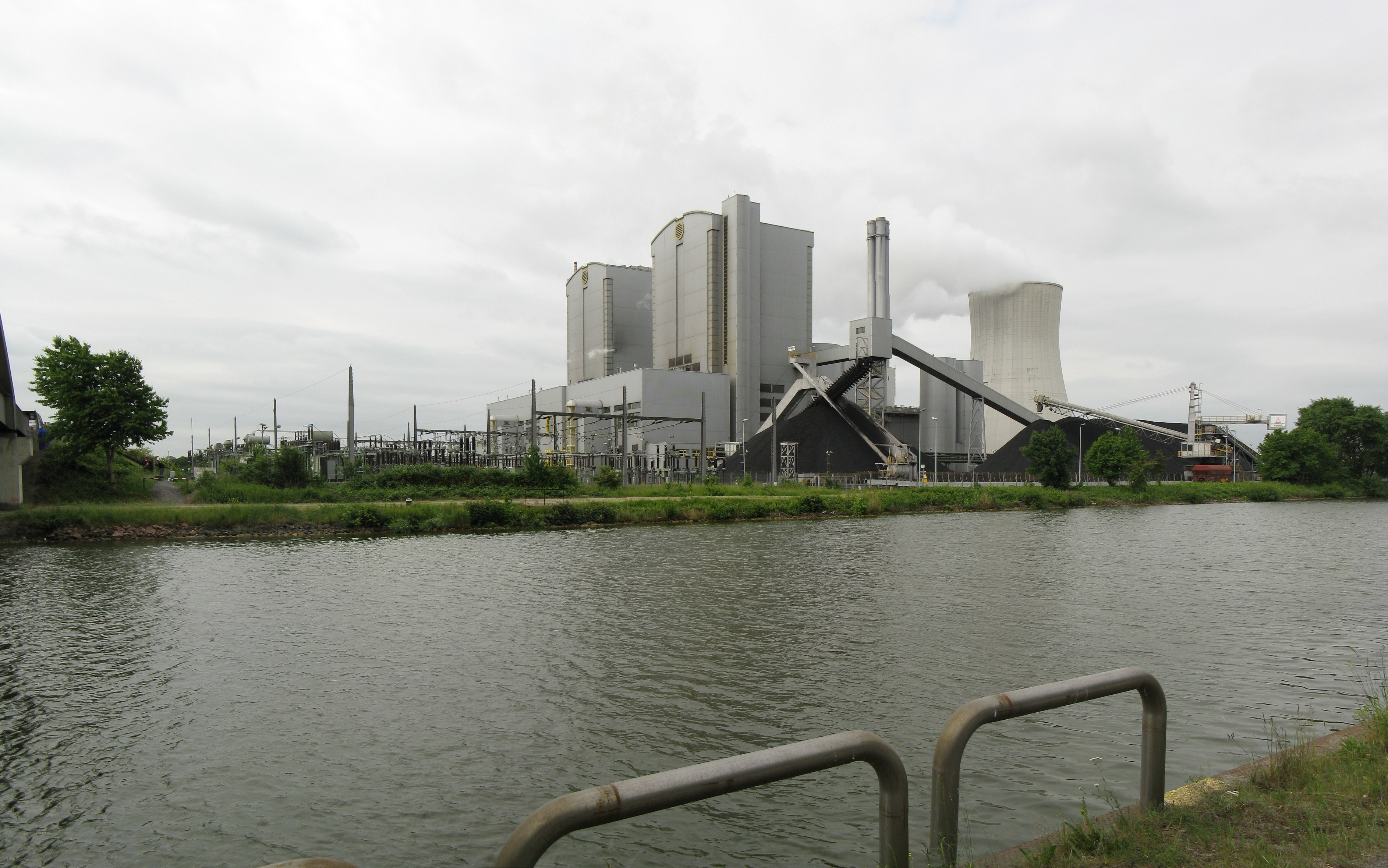
Gemeinschaftskraftwerk mit Umspannwerk und Kohlehalde am Mittellandkanal
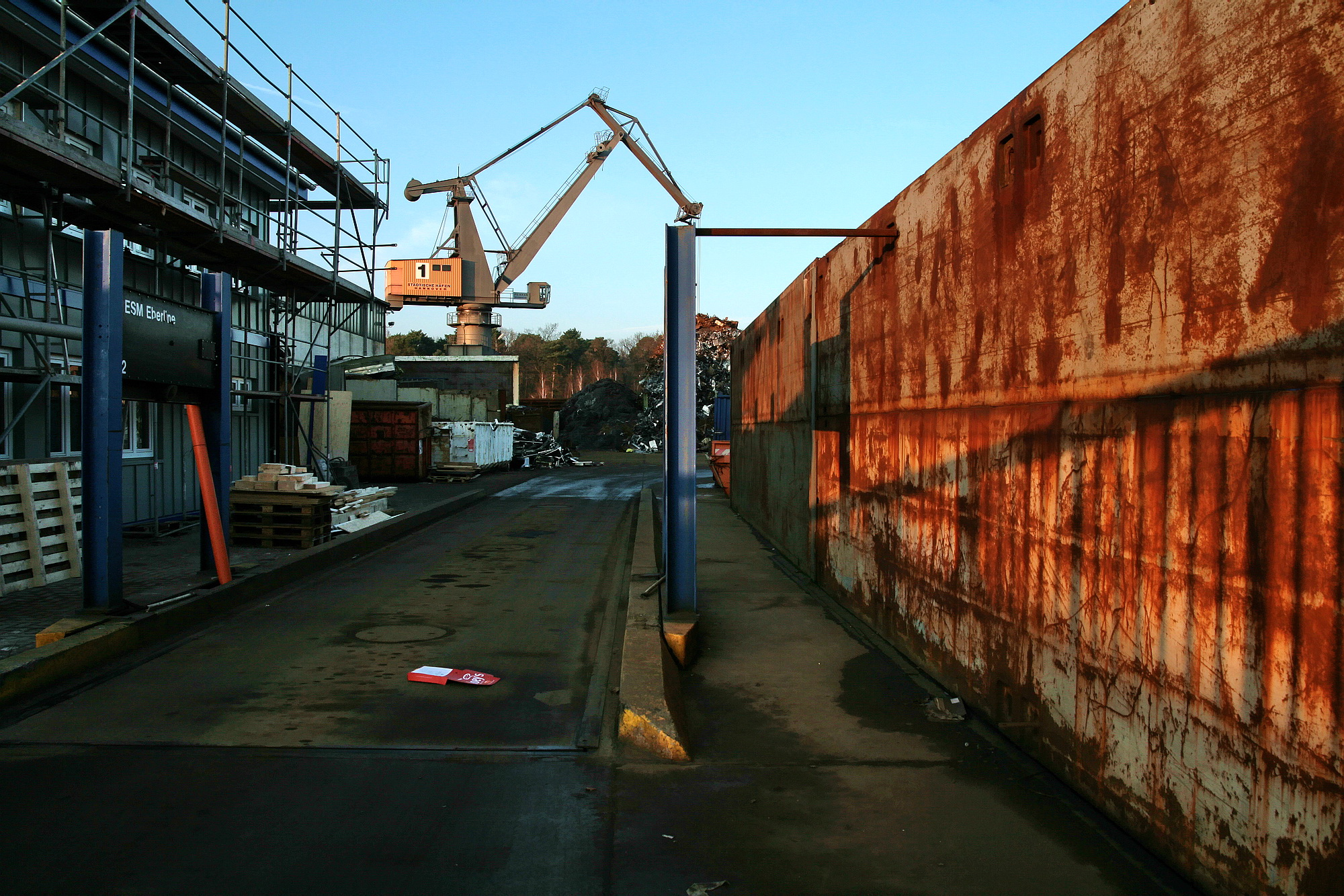
Industriegelände am Hafen
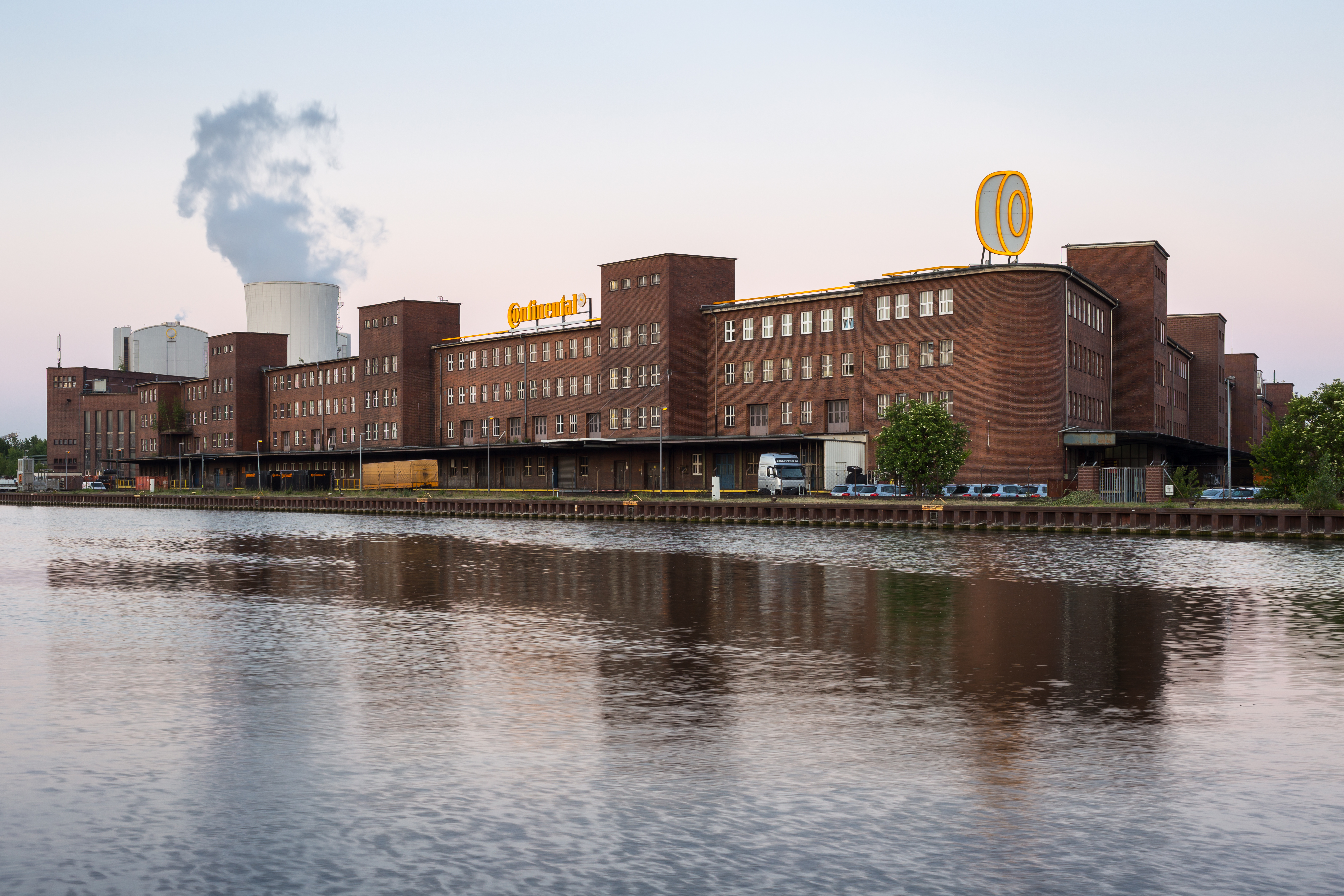
Werk der Continental AG

## Verkehr
Die Hafenteile West und Mitte sind über die Bundesstraße 6, die dort Am Leineufer heißt, mit kreuzungsfreien Auffahrtsmöglichkeiten zu der unmittelbar nördlich verlaufenden Bundesautobahn 2 ausgestattet. Die Zufahrtswege sind für eine Belastbarkeit bis zu 70 Tonnen dimensioniert. Die östlichen Hafenteile sind über mehrere Gemeindestraßen ebenfalls dorthin erschlossen.

Es bestehen etwa zwei Dutzend ÖPNV-Anbindungen entlang des südlichen Hafengeländes. Die Personenschifffahrt bietet Ausflugs- und Rundfahrten durch die Häfen Hannovers an und betreibt gesonderte eigene Anlegestellen. Für die Freizeitschifffahrt ist der Nordhafen Hannover eher ungeeignet. Kleinfahrzeuge finden Anlegemöglichkeiten beispielsweise in den Häfen Seelze oder in dem Yachthafen im Stichkanal Misburg.